# Six von Ehenheim

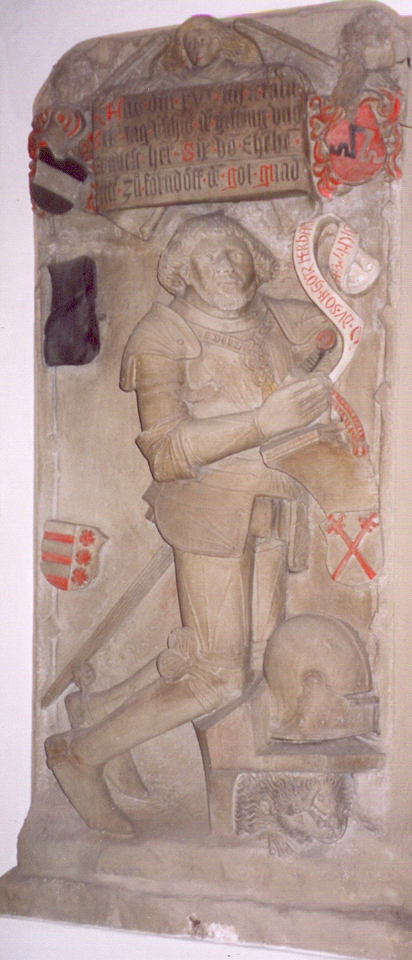
Epitaph für Six von Ehenheim in der Stiftskirche von Feuchtwangen

Six von Ehenheim († 1593) war ein fränkischer Ritter und Grundherr aus der Familie von Ehenheim.

## Leben
Über das Leben des Six von Ehenheim ist wenig überliefert.
In der Stiftskirche in Feuchtwangen befindet sich ein Epitaph aus Sandstein für Six von Ehenheim, das ihn als Ritter mit der Kette des Schwanenordens darstellt.